# ایستگاه متروی شهید همت
ایستگاه شهید همت متروی تهران، یکی از ایستگاه‌های متروی تهران است که در اتوبان شهید همت تهران واقع شده‌است. این ایستگاه در خط یک مترو تهران واقع شده‌است. مساحت فضای سرپوشیده این ایستگاه بالغ بر ۲۴۹۶ متر مربع می‌باشد. این ایستگاه به علت ضعف دسترسی یکی از خلوت‌ترین ایستگاه‌ها به شمار می‌آید. براساس افق توسعه سال ۱۴۲۰ متروی تهران این ایستگاه با خط B اکسپرس تبادل خواهد داشت.

## خطوط اتوبوسرانی
تنها خط اتوبوسرانی عبوری از مجاور این ایستگاه فقط در مسیر شرق به غرب بزرگراه شهید همت به صورت ذیل فعال می‌باشد:
- خط ۳۲۶ از تقاطع پل همت و شریعتی (سه راه ضرابخانه) به پایانه متروی چیتگر در مسیر بزرگراه شهید همت تا بعد از پل حفانی،  ایستگاه متروی شهید همت ، ادامه بزرگراه همت تا دهکده المپیک، بلوار دهکده، میدان دهکده، بلوارامیر کبیر، خیابان بیگدلی، کوهک، مترو چیتگر[۴]